# Argelès-sur-Mer
Argelès-sur-Mer är en kommun i departementet Pyrénées-Orientales i regionen Occitanien i södra Frankrike. Kommunen ligger i kantonen Argelès-sur-Mer som tillhör arrondissementet Céret. År 2022 hade Argelès-sur-Mer 10 779 invånare.
På occitanska heter orten Argelers.

## Administration

### Borgmästare
| Borgmästare             | Ämbetsperiod |
| ----------------------- | ------------ |
| Assiscle Bech           | 1790-1791    |
| Jean Grando             | 1791-1793    |
| Joseph Arman            | 1793-1794    |
| Jean Matignon           | 1794-1794    |
| Damien Padallé          | 1794-1796    |
| Bonaventure Verges      | 1796-1796    |
| François-Xavier Boluix  | 1796-1798    |
| Joseph Arman            | 1798-1799    |
| François-Xavier Boluix  | 1799-1800    |
| Marc Surjus             | 1800-1813    |
| Côme Ferran             | 1813-1815    |
| Paul Pujas              | 1815-1815    |
| Jean Azema              | 1815-1816    |
| Isidore Ferrer          | 1816-1821    |
| Bonaventure Verges      | 1821-1821    |
| Pierre Padallé          | 1821-1827    |
| Bonaventure Julia       | 1827-1829    |
| Joseph Arman            | 1829-1830    |
| Pierre Padallé          | 1830-1831    |
| Joseph Arman            | 1831-1837    |
| Jean Germain Pujol      | 1837-1840    |
| Alphonse Sebe           | 1840-1848    |
| François Sine           | 1848-1848    |
| Assiscle Padallé Bocamy | 1848-1848    |
| François Padallé Siné   | 1848-1848    |
| Thomas Bech             | 1848-1852    |
| Joseph Azema            | 1852-1855    |
| Germain Barbie          | 1855-1865    |
| Côme Ferran Comes       | 1865-1870    |
| Joseph Baylet           | 1870-1870    |
| Étienne Pujol           | 1870-1874    |
| Jacques Lanquine        | 1874-1876    |
| Étienne Pujol           | 1876-1877    |
| Michel Moret            | 1877-1878    |
| Étienne Pujol           | 1878-1890    |
| Jean Padallé Bocamy     | 1890-1892    |
| Marc Surjus-Coste       | 1892-1893    |
| Pierre Moreto           | 1893-1902    |
| Marc Surjus-Coste       | 1902-1908    |
| Louis Courtais          | 1908-1912    |
| Côme Anglade            | 1912-1914    |
| Vincent Rouzaud         | 1914-1915    |
| Dieudonné Vinyes        | 1915-1918    |
| Côme Anglade            | 1918-1919    |
| Louis Courtais          | 1919-1922    |
|                         |              |
| Frédéric Trescases      | 1944-1945    |
| Joseph Farre            | 1945-1947    |
| Germain Farre           | 1947-1947    |
| Frédéric Trescases      | 1947-1953    |
| Gaston Pams             | 1953 - 1981  |
| Isidore Fourriques      | 1981 - 1983  |
| Jean Carrère            | 1983 - 2001  |
| Pierre Aylagas          | 2001- 2016   |
| Antoine Parra           | 2016-        |

## Befolkningsutveckling
Antalet invånare i kommunen Argelès-sur-Mer
| Referens: INSEE |